# Tipki Atchadam
Tipki Salifou Atchadam
Tipki Salifou Atchadam, né en 1967 au Togo est un homme politique togolais, leader du Parti national panafricain (PNP) créé le 19 avril 2014.

## Biographie

### Éducation et carrière
Juriste de formation et anthropologue, il devient secrétaire général de la préfecture de Tchaoudjo (1995-1996) puis de 2000 à 2002, membre de la commission électorale nationale indépendante (CENI) togolaise et rapporteur de la commission chargée de la communication.[réf. nécessaire]
Observateur des élections présidentielles au Bénin de 2001, il est depuis 2004 le médiateur national de l'Alliance pour refonder la gouvernance en Afrique (ARGA).
Assistant chef projet à CARE International (2006-2008), il élabore en 2010 la Charte de non-violence électorale (CNVE) dans le cadre de l'élection présidentielle.
Atchadam crée le Parti national panafricain le 19 avril 2014.

## Droits de l'homme et démocratie
Sous l'actuel régime RPT-UNIR de Faure Gnassingbé, Tipki Salifou Atchadam s'est investi dans la lutte pour la liberté,, la justice et les droits de l'homme. Il est considéré comme un opposant populiste avec un sens du pragmatisme assez unique au Togo. Il est l'organisateur des manifestations du 19 août 2017.